# Tîmoșivka, Mankivka
Tîmoșivka (în ucraineană Тимошівка) este un sat în comuna Ivankî din raionul Mankivka, regiunea Cerkasî, Ucraina.

## Demografie
Componența lingvistică a localității Tîmoșivka
     Ucraineană (99,63%)
     Alte limbi (0,37%)
Conform recensământului din 2001, majoritatea populației localității Tîmoșivka era vorbitoare de ucraineană (99,63%), existând în minoritate și vorbitori de alte limbi.